# Cervonema macramphis
Cervonema macramphis är en rundmaskart. Cervonema macramphis ingår i släktet Cervonema, och familjen Comesomatidae. Arten är reproducerande i Sverige.